# Alfred Dominicus Pauli

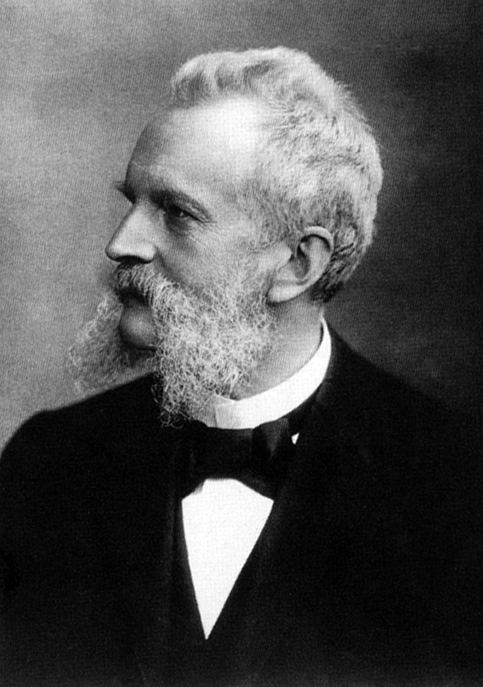
Alfred Domenicus Pauli

Alfred Dominicus Pauli (* 7. August 1827 in Lübeck; † 20. November 1915 in Bremen) war Jurist sowie Senator und Bürgermeister der Stadt Bremen.

## Biografie
Pauli war der Sohn des Rechtshistorikers Carl Wilhelm Pauli, Richter am Oberappellationsgericht der vier Freien Städte in Lübeck. Er besuchte das Katharineum zu Lübeck bis zum Abitur Ostern 1846. Nach dem Abitur studierte er Rechtswissenschaften an der Universität Jena, in Berlin und an der Universität Göttingen. Während seines Studiums wurde er 1846 Mitglied der Burschenschaft Arminia auf dem Burgkeller. Er promovierte 1852 zum Dr. jur. In Lübeck war er zwischenzeitlich 1848 Sekretär eines Landvogts. 1853 wurde er Konsulent (Rechtsberater) der Gewerbekammer Bremen und 1855 Gerichtssekretär beim Kriminalgericht in Bremen. Er kommentierte das bremische Strafrecht und wirkte 1863 bei der Erarbeitung einer bremischen Strafprozessordnung mit. 1864 wurde er Staatsanwalt und 1868 Richter.
Pauli war seit 1854 Mitglied der Bremischen Bürgerschaft und Schriftführer der Bürgerschaft.
1872 wurde er Senator in Bremen. Er war in mehreren Deputationen und Kommissionen vertreten unter anderem für Polizei-, Militär-, Gefängnis-, Schul- und Justizwesen. Er führte die Verhandlungen mit der Handelskammer Bremen, hatte den Vorsitz der Kommission für Reichs- und auswärtige Angelegenheiten und vertrat Bremen beim Bundesrat. In Handels- und Zollangelegenheiten verfolgte er geschickt die Bremer Belange bei der Integration in den Norddeutschen Bund und in das Deutsche Kaiserreich.
Zwischen 1882 und 1918 wurden die Bürgermeister vom Senat aus seiner Mitte für jeweils ein Kalenderjahr gewählt, konnten jedoch mehrmals ihr Amt wahrnehmen. Pauli war siebenmal in den Jahren 1891, 1896, 1898, 1903, 1905, 1908 und 1910 jeweils für ein Jahr Bremer Bürgermeister. Der konservative Politiker trat 1910 in den Ruhestand.
Pauli war ab 1875 Vorsitzender der Rohlandstiftung (benannt nach dem Kaufmann Julius Rohland), die der „Verschönerung der Stadt Bremen“ dienen sollte und ab 1892 Vorsitzender der Kommission zur Erhaltung kunst- und kulturhistorischer Denkmale, einem Vorläufer der Denkmalpflege in Bremen. 1909 wurde, auch auf seine Anregung hin, ein Gesetz für den Schutz von Baudenkmälern in Bremen beschlossen.
Der Kunsthistoriker und Direktor der Kunsthalle Bremen und der Hamburger Kunsthalle Gustav Pauli sowie der Diplomat Adolf Pauli waren seine Söhne.